# Гевара, Вальтер
Вальтер Гевара Арсе (исп. Wálter Guevara Arze, 11 марта 1912, Кочабамба, Боливия — 20 июня 1996, Ла-Пас, Боливия) — боливийский государственный деятель, и. о. президента Боливии (1979).

## Биография
Получил юридическое и экономическое образование в Соединенных Штатах. Входил в полуподпольную группу «Социалистическое действие Бета Гамма». В 1941 г. стал одним из основателей партии Националистическое революционное движение (НРД). После её прихода к власти в результате революции 1952 г. входит в правительство страны:
- 1952—1956 гг. — министр иностранных дел,
- 1956—1960 гг. — министр внутренних дел Боливии.

Являясь представителем правого крыла партии, неоднократно выступал против инициатив, выдвигавшихся её «левыми» членами. В 1960 г. создается собственную Подлинную революционную партию, от которой баллотируется на пост президента страны и занимает второе место. Гевара поддержал военный переворот, который привел к свержению правительства НРД:
- 1967—1968 гг. — министр иностранных дел Боливии.

В годы правления Уго Бансера (1971—1978) находился в эмиграции. Там он вновь вошел в руководство НРД, поскольку его покинули большинство «левых». На выборах 1978 г. как кандидат в вице-президенты в паре с Виктором Пас Эстенсоро стал вторым. Однако, их результаты были отменены в связи с обвинениями в махинациях. В 1979 г. избирается председателем боливийского Сената. В связи с тем, что на всеобщих выборах 1979 г. ни один из кандидатов на пост президента не получил абсолютного большинства голосов члены Национального конгресса приняли решение назначить Гевару временным главой государства сроком на 1 год. Однако его политический курс встретил сильное сопротивление правых сил. В частности, он пытался инициировать расследование уголовных и экономических преступлений, совершенных во времена «Banzerato». Важной стратегической ошибкой политика стало и его заявление о том, что его полномочия следует продлить на более длительный срок в целях преодоления последствий экономического кризиса. После этого его популярность значительно упала, сам он стал подвергаться критике. 1 ноября 1979 г. группа военных во главе с полковником Альберто Натушем удалось совершить государственный переворот и Гевара был отстранен от должности.
После отставки Натуша, он продолжил свою работу в сенате. На президентских выборах 1980 и 1985 гг. поддерживал Виктора Пас Эстенсоро. В 1982 г. был назначен боливийским послом в Венесуэле. В 1989 г. баллотировался на должность вице-президента Боливии в паре с Гонсало Санчес де Лосада. И хотя они получили большинство голосов, конгресс назначил главой государства Хайме Пас Самору.